# Нагель, Ян Павол
Ян Па́вол На́гель, настоящее имя — Хорст (н.-луж. Jan Pawoł Nagel , 8 мая 1934 года, Лоза, Германия — 21 мая 1997 года, Злычин, Германия) — лужицкий композитор и общественный деятель. Председатель лужицкой культурно-общественной организации «Домовина» (1991—1992).

## Биография
Родился 8 мая 1934 года 8 мая 1934 года в лужицкой крестьянской семье. Музыкальное образование начал в музыкальной школе Гёрлица. Продолжил образование в Немецкой высшей музыкальной академии в Берлине. Обучался на магистратуре в классе Рудольфа Вагнера-Регени в Немецкой академии искусств. С 1964 года в течение двух лет был директором хора при Государственном ансамбле лужицкой народной культуры в Баутцене и руководителем ансамбля Лужицкой высшей музыкальной школы в Котбусе. Потом работал внештатным композитором. В 1968 году изменил своё имя на Ян Павол. Был председателем рабочей группы лужицкого музыковедения. В 1991 году был избран председателем культурно-общественной организации «Домовина». С 1991 года сотрудничал с музыкальным издательством «ENA-Musikverlag».
Скончался 21 мая 1997 года после продолжительной болезни в деревне Личен.

## Сочинения
Сочетал в своих произведениях мотивы лужицкой народной музыкальной культуры с музыкой XX века. Работы Яна Павола Нагеля неоднократно записывались для радио и компакт-дисков. В 1998 годы издал автобиографию на немецком языке «Kindheit in Litschen».
- «Passacaglia für großes Orchester»;
- «Sinfonia 2 „Voces della noche“ nach Texten von Gabriela Mistral»;
- «Drei Gesänge für Bariton und Orchester auf Gedichte von Johannes Bobrowski»;
- «Sonate für Violine und Klavier»;
- «Sorbische Tänze für Streichquartett»;
- «Klavierquintett»;
- «Ave Maria (Motette)»;
- «Streichquartett Nr. 2»;
- «Drei Fabeln von Gotthold Ephraim Lessing für Sprecher und Instrumente»;
- «Kocoriana-Suite im alten Stil»;
- «Morceaux caracteristiques für Violoncello und Klavier»;
- «Variationen für Violoncello und Orchester über einen alten sorbischen Tanz».

## Награды
- Лауреат премии имени Якуба Чишинского (1956).